# Культурная революция (телепередача)
«Культурная революция» — передача телеканала «Культура» в жанре ток-шоу. Ведущий — Михаил Швыдкой. Передача выходила в эфир с 29 ноября 2001 по 5 июля 2017 года по четвергам вечером, иногда по воскресеньям днём. Хронометраж — 45—52 минуты.

## О программе
Идея программы возникла у Михаила Швыдкого ещё в начале 2001 года. К тому времени он уже занимал должность министра культуры РФ, но при этом продолжал работать на телеканале «Культура» ведущим программы «После новостей», выходившей в прямом эфире три раза в неделю. Из-за загруженности Швыдкого в Минкультуры передачу пришлось закрыть. В итоге Швыдкой и руководство телеканала приняли решение запустить еженедельную программу, которая «была бы раздражителем и вместе с тем многое бы определяла, как ни странно, в популярности культуры».
Передача производилась телекомпанией «Игра-ТВ». В ней обсуждались проблемы культуры, политики, искусства, религии. Гости студии — два известных человека, имеющие диаметрально противоположные точки зрения по заявленной теме передачи, причем ведущий часто демонстративно объявлял симпатию к мнению того или иного гостя. Название каждого выпуска — это утвердительные формулировки, нацеленные на своего рода провокацию: «Бумер и Возвращение — плохое кино», «Патриотизм — последнее прибежище негодяя», «Интеллигенция погубит Россию», «Без мата нет русского языка», «Телевидение пора призвать к порядку», «Без вранья мир рухнет» и так далее.

### Критика
Из-за провокационных формулировок передача часто становилась объектом критики, в том числе и от тогдашних коллег Швыдкого по Министерству культуры.

### Закрытие
20 мая 2017 года вышел первый выпуск похожего по концепции субботнего ток-шоу в прямом эфире под названием «Агора» с ведущим Михаилом Швыдким, производством которого занималась компания «М-Продакшн Медиа». На время выхода ток-шоу показ «Культурной революции» был приостановлен. После ухода «Агоры» в отпуск 28 июня и 5 июля вышли две новые программы на темы «Чувство долга мешает жить» и «Выбирать профессию сегодня бессмысленно». Чуть позже на сайт телекомпании «Игра-ТВ» была выставлена информация о том, что «Культурная революция» была окончательно закрыта в пользу ток-шоу «Агора» «по финансовым и программным соображениям».
О закрытии передачи Михаил Швыдкой высказался следующим образом:
Думаю, дело не только в состоянии общества, а и в тех процессах, которые происходят на «Культуре». Руководство канала хочет сделать его более современным, актуальным, острым. Эти цели ставились всегда.

## Награды
- Программа — лауреат премий «ТЭФИ—2002»[20] и «ТЭФИ—2006» в номинации «Ток-шоу»[21].
- Ведущий программы Михаил Швыдкой вошёл в тройку финалистов конкурса «ТЭФИ—2006» в номинации «Ведущий ток-шоу»[22].